# Polacy na zawodach Junior Grand Prix w łyżwiarstwie figurowym
Polacy na zawodach Junior Grand Prix w łyżwiarstwie figurowym – występy reprezentantów Polski w zawodach z cyklu Junior Grand Prix.
| Złoto | Srebro | Brąz | Razem |
| ----- | ------ | ---- | ----- |
| 1     | 2      | 3    | 6     |

## Wyniki

### Sezon 1997/98
| Zawody          | Soliści                 | Solistki              | Pary sportowe                       | Pary taneczne                                                                | Źr. |
| --------------- | ----------------------- | --------------------- | ----------------------------------- | ---------------------------------------------------------------------------- | --- |
| JGP we Francji  | —                       | —                     | —                                   | 6 – Aleksandra Kauc / Filip Bernadowski 14 – Kamila Przyk / Sławomir Janicki |     |
| JGP w Bułgarii  | —                       | 8 – Anna Jurkiewicz   | —                                   | 9 – Agnieszka Dulej / Marcin Świątek 10 – Agnieszka Szot / Michał Zych       |     |
| JGP na Ukrainie | 19 – Robert Pietrzyński | 12 – Rita Chałubińska | —                                   | 13 – Kinga Lentas / Wiktor Sieklicki                                         |     |
| JGP w Niemczech | 17 – Bartosz Domański   | 4 – Anna Jurkiewicz   | 8 – Luiza Kowalczyk / Artur Szelski | 6 – Aleksandra Kauc / Filip Bernadowski 13 – Kamila Przyk / Sławomir Janicki |     |
| JGP na Węgrzech | —                       | —                     | 5 – Aneta Kowalska / Łukasz Różycki | —                                                                            |     |
| JGP na Słowacji | 14 – Bartosz Domański   | 8 – Rita Chałubińska  | 7 – Aneta Kowalska / Łukasz Różycki | 14 – Agnieszka Dulej / Marcin Świątek                                        |     |

### Sezon 1998/99
| Zawody           | Soliści               | Solistki                                | Pary sportowe                       | Pary taneczne                            | Źr. |
| ---------------- | --------------------- | --------------------------------------- | ----------------------------------- | ---------------------------------------- | --- |
| JGP we Francji   | —                     | – Anna Jurkiewicz                       | —                                   | 11 – Kamila Przyk / Sławomir Janicki     |     |
| JGP w Meksyku    | —                     | 9 – Magdalena Leski                     | —                                   | —                                        |     |
| JGP w Bułgarii   | —                     | – Sabina Wojtala 18 – Katarzyna Zembron | – Aneta Kowalska / Łukasz Różycki   | —                                        |     |
| JGP w Niemczech  | —                     | – Anna Jurkiewicz 14 – Iwona Szczepka   | —                                   | 14 – Aleksandra Kauc / Filip Bernadowski |     |
| JGP na Węgrzech  | —                     | 18 – Katarzyna Zembron                  | 11 – Anna Buniewicz / Roger Sawicki | 9 – Kamila Przyk / Sławomir Janicki      |     |
| JGP w Chinach    | —                     | 7 – Magdalena Leska                     | —                                   | —                                        |     |
| JGP na Słowacji  | 12 – Bartosz Domański | 6 – Sabina Wojtala                      | 8 – Aneta Kowalska / Łukasz Różycki | 6 – Aleksandra Kauc / Filip Bernadowski  |     |
| Finał Grand Prix | —                     | 5 – Anna Jurkiewicz                     | —                                   | —                                        |     |

### Sezon 1999/00
| Zawody          | Soliści                  | Solistki                                 | Pary sportowe                      | Pary taneczne                                                                       | Źr. |
| --------------- | ------------------------ | ---------------------------------------- | ---------------------------------- | ----------------------------------------------------------------------------------- | --- |
| JGP w Chorwacji | 7 – Bartosz Domański     | WD – Iwona Szczepka                      | —                                  | 7 – Agata Rosłońska / Michał Tomaszewski                                            |     |
| JGP w Czechach  | —                        | —                                        | —                                  | 13 – Agnieszka Dulej / Marcin Świątek                                               |     |
| JGP w Holandii  | —                        | 9 – Anna Jurkiewicz                      | 8 – Diana Chabros / Artur Szeliski | 11 – Kamila Przyk / Sławomir Janicki                                                |     |
| JGP w Słowenii  | 20 – Piotr Zawadowski    | 10 – Magdalena Leska                     | —                                  | 10 – Dominika Polakowska / Marcin Trębacki 14 – Paulina Urban / Łukasz Jóźwiak      |     |
| JGP w Szwecji   | —                        | 12 – Sabina Wojtala                      | —                                  | 11 – Kamila Przyk / Sławomir Janicki 14 – Agnieszka Dulej / Marcin Świątek          |     |
| JGP w Norwegii  | 20 – Krzysztof Kuczyński | 11 – Anna Jurkiewicz 16 – Iwona Szczepka | —                                  | 8 – Agata Rosłońska / Michał Tomaszewski 14 – Dominika Polakowska / Marcin Trębacki |     |
| JGP w Japonii   | —                        | 6 – Sabina Wojtala 14 – Magdalena Leski  | —                                  | —                                                                                   |     |

### Sezon 2000/01
| Zawody          | Soliści                               | Solistki                                                          | Pary sportowe | Pary taneczne | Źr. |
| --------------- | ------------------------------------- | ----------------------------------------------------------------- | ------------- | --- | --- |
| JGP we Francji  | —                                     | —                                                                 | —             | 4 – Agata Rosłońska / Michał Tomaszewski                                                                                |     |
| JGP na Ukrainie | —                                     | —                                                                 | —             | 15 – Paulina Urban / Łukasz Jóźwiak                                                                                     |     |
| JGP w Niemczech | 19 – Piotr Zawadowski                 | 5 – Anna Jurkiewicz                                               | —             | 9 – Dominika Polakowska / Marcin Trębacki                                                                               |     |
| JGP w Czechach  | 20 – Krzysztof Komosa                 | 19 – Aleksandra Żelichowska                                       | —             | 13 – Agnieszka Dulej / Sławomir Janicki                                                                                 |     |
| JGP w Polsce    | 14 – Maciej Kuś 22 – Piotr Zawadowski | – Anna Jurkiewicz 7 – Magdalena Leska 21 – Aleksandra Żelichowska | —             | 4 – Agata Rosłońska / Michał Tomaszewski 10 – Dominika Polakowska / Marcin Trębacki 17 – Paulina Urban / Łukasz Jóźwiak |     |
| JGP w Norwegii  | —                                     | 13 – Magdalena Leski                                              | —             | 10 – Agnieszka Dulej / Sławomir Janicki                                                                                 |     |

### Sezon 2001/02
| Zawody          | Soliści                              | Solistki                                | Pary sportowe                                | Pary taneczne                                                             | Źr.                     |
| --------------- | ------------------------------------ | --------------------------------------- | -------------------------------------------- | ------------------------------------------------------------------------- | ----------------------- |
| JGP w Polsce    | 9 – Maciej Kuś 15 – Krzysztof Komosa | – Magdalena Leska 10 – Anna Buniewicz   | 6 – Dominika Piątkowska / Aleksandr Lewincow | 4 – Agata Rosłońska / Michał Tomaszewski 12 – Marta Dzióbek / Michał Zych | [ 1 ] [ 2 ] [ 3 ] [ 4 ] |
| JGP w Holandii  | 21 – Krzysztof Komosa                | 25 – Aleksandra Żelichowska             | —                                            | 10 – Marta Dzióbek / Michał Zych                                          |                         |
| JGP we Włoszech | 16 – Maciej Kuś                      | 9 – Magdalena Leska 25 – Anna Buniewicz | —                                            | 7 – Agata Rosłońska / Michał Tomaszewski                                  |                         |

### Sezon 2002/03
| Zawody          | Soliści                  | Solistki             | Pary sportowe | Pary taneczne                     | Źr. |
| --------------- | ------------------------ | -------------------- | ------------- | --------------------------------- | --- |
| JGP we Francji  | —                        | —                    | —             | 7 – Joanna Budner / Jan Mościcki  |     |
| JGP w Serbii    | —                        | —                    | —             | 13 – Joanna Budner / Jan Mościcki |     |
| JGP w Kanadzie  | —                        | 12 – Magdalena Leska | —             | —                                 |     |
| JGP na Słowacji | —                        | 21 – Anna Zawada     | —             | —                                 |     |
| JGP w Niemczech | 15 – Przemysław Domański | 22 – Marta Misiewicz | —             | —                                 |     |
| JGP we Włoszech | 18 – Przemysław Domański | 12 – Magdalena Leska | —             | —                                 |     |

### Sezon 2003/04
| Zawody          | Soliści                                                                | Solistki                                                   | Pary sportowe                       | Pary taneczne | Źr.                     |
| --------------- | ---------------------------------------------------------------------- | ---------------------------------------------------------- | ----------------------------------- | --- | ----------------------- |
| JGP w Bułgarii  | —                                                                      | —                                                          | —                                   | 8 – Joanna Budner / Jan Mościcki                                                                                        |                         |
| JGP na Słowacji | 12 – Przemysław Domański                                               | —                                                          | —                                   | — |                         |
| JGP w Czechach  | 23 – Maciej Cieplucha                                                  | —                                                          | —                                   | 15 – Patrycja Petrus / Robert Chudziński                                                                                |                         |
| JGP w Słowenii  | —                                                                      | 22 – Marta Misiewicz                                       | —                                   | — |                         |
| JGP w Chorwacji | 12 – Maciej Lewandowski                                                | 21 – Ilona Senderek                                        | —                                   | 14 – Joanna Krysztofiak / Bartłomiej Witczak                                                                            |                         |
| JGP w Polsce    | 16 – Przemysław Domański 20 – Maciej Cieplucha 21 – Maciej Lewandowski | 23 – Ilona Senderek 26 – Emilia Denis 29 – Agata Srokowska | 10 – Joanna Dusik / Patryk Szałaśny | 12 – Joanna Budner / Jan Mościcki 15 – Joanna Krysztofiak / Bartłomiej Witczak 18 – Patrycja Petrus / Robert Chudziński | [ 5 ] [ 6 ] [ 7 ] [ 8 ] |

### Sezon 2004/05
| Zawody          | Soliści                  | Solistki             | Pary sportowe                      | Pary taneczne                             | Źr.                         |
| --------------- | ------------------------ | -------------------- | ---------------------------------- | ----------------------------------------- | --------------------------- |
| JGP we Francji  | 13 – Przemysław Domański | DNS                  | DNS                                | 10 – Joanna Budner / Jan Mościcki         | [ 9 ] [ 10 ]                |
| JGP na Węgrzech | 23 – Mateusz Chruściński | 24 – Laura Czarnotta | 8 – Joanna Dusik / Patryk Szałaśny | 13 – Milena Szymczyk / Maciej Bernadowski | [ 11 ] [ 12 ] [ 13 ] [ 14 ] |
| JGP w Serbii    | DNS                      | DNS                  | DNS                                | 14 – Patrycja Petrus / Łukasz Dzióbek     | [ 15 ]                      |
| JGP na Ukrainie | DNS                      | 22 – Joanna Sulej    | DNS                                | 12 – Milena Szymczyk / Maciej Bernadowski | [ 16 ] [ 17 ]               |
| JGP w Niemczech | 12 – Przemysław Domański | 26 – Ilona Senderek  | DNS                                | 9 – Joanna Budner / Jan Mościcki          | [ 18 ] [ 19 ] [ 20 ]        |
| JGP w Rumunii   | 11 – Mateusz Chruściński | 18 – Joanna Sulej    | 7 – Joanna Dusik / Patryk Szałaśny | 15 – Patrycja Petrus / Łukasz Dzióbek     | [ 21 ] [ 22 ] [ 23 ] [ 24 ] |

### Sezon 2005/06
| Zawody          | Soliści                                         | Solistki                                                 | Pary sportowe                                                                   | Pary taneczne                             | Źr. |
| --------------- | ----------------------------------------------- | -------------------------------------------------------- | ------------------------------------------------------------------------------- | ----------------------------------------- | --- |
| JGP na Słowacji | DNS                                             | 21 – Iwona Sadowska                                      | DNS                                                                             | 10 – Milena Szymczyk / Maciej Bernadowski |     |
| JGP w Andorze   | 9 – Maciej Cieplucha                            | DNS                                                      | DNS                                                                             | 6 – Joanna Budner / Jan Mościcki          |     |
| JGP w Estonii   | 17 – Sebastian Iwasaki                          | 18 – Ilona Senderek                                      | DNS                                                                             | DNS                                       |     |
| JGP w Bułgarii  | 12 – Mateusz Chruściński                        | 19 – Iwona Sadowska                                      | 5 – Aneta Michałek / Bartosz Paluchowski 6 – Julia Szczerbowska / Łukasz Chluba | 8 – Joanna Budner / Jan Mościcki          |     |
| JGP w Chorwacji | 15 – Maciej Cieplucha                           | 21 – Laura Czarnotta                                     | DNS                                                                             | DNS                                       |     |
| JGP w Polsce    | 20 – Mateusz Chruściński 21 – Sebastian Iwasaki | 22 – Ilona Senderek 25 – Laura Czarnotta 30 – Beata Gryz | 8 – Julia Szczerbowska / Łukasz Chluba 9 – Aneta Michałek / Bartosz Paluchowski | 12 – Milena Szymczyk / Maciej Bernadowski |     |

### Sezon 2006/07
| Zawody          | Soliści                  | Solistki             | Pary sportowe                           | Pary taneczne                    | Źr. |
| --------------- | ------------------------ | -------------------- | --------------------------------------- | -------------------------------- | --- |
| JGP we Francji  | 10 – Edwin Siwkowski     | DNS                  | —                                       | 7 – Joanna Budner / Jan Mościcki |     |
| JGP na Węgrzech | 19 – Sebastian Iwasaki   | DNS                  | DNS                                     | DNS                              |     |
| JGP w Meksyku   | 11 – Sebastian Iwasaki   | DNS                  | —                                       | DNS                              |     |
| JGP w Rumunii   | 12 – Maciej Cieplucha    | DNS                  | —                                       | DNS                              |     |
| JGP w Norwegii  | 19 – Mateusz Chruściński | 20 – Laura Czarnotta | 11 – Krystyna Klimczak / Janusz Karweta | 5 – Joanna Budner / Jan Mościcki |     |
| JGP w Holandii  | 14 – Maciej Cieplucha    | 16 – Ilona Senderek  | —                                       | DNS                              |     |
| JGP w Czechach  | 15 – Mateusz Chruscinski | 21 – Laura Czarnotta | 12 – Krystyna Klimczak / Janusz Karweta | DNS                              |     |

### Sezon 2007/08
| Zawody                  | Soliści                | Solistki             | Pary sportowe                           | Pary taneczne                                    | Źr. |
| ----------------------- | ---------------------- | -------------------- | --------------------------------------- | ------------------------------------------------ | --- |
| JGP w USA               | DNS                    | 22 – Marta Olczak    | DNS                                     | DNS                                              |     |
| JGP w Rumunii           | DNS                    | DNS                  | —                                       | 6 – Joanna Budner / Jan Mościcki                 |     |
| JGP w Austrii           | 16 – Maciej Cieplucha  | 27 – Laura Czarnotta | —                                       | 7 – Joanna Budner / Jan Mościcki                 |     |
| JGP w Estonii           | 22 – Kamil Białas      | 21 – Aneta Michałek  | 14 – Krystyna Klimczak / Janusz Karweta | WD – Marta Lenczewska / Jan Pawłowski            |     |
| JGP w Chorwacji         | 21 – Sebastian Iwasaki | DNS                  | —                                       | 11 – Justyna Plutowska / Dawid Pietrzyński       |     |
| JGP w Bułgarii          | 18 – Sebastian Iwasaki | DNS                  | —                                       | 11 – Anastasija Gawryłowicz / Maciej Bernadowski |     |
| JGP w Niemczech         | 11 – Maciej Cieplucha  | 27 – Sandra Matz     | —                                       | 18 – Justyna Plutowska / Dawid Pietrzyński       |     |
| JGP w Wielkiej Brytanii | DNS                    | DNS                  | 15 – Krystyna Klimczak / Janusz Karweta | 10 – Anastasia Gavrylovych / Maciej Bernadowski  |     |
| Finał JGP               | DNS                    | DNS                  | 9 – Krystyna Klimczak / Janusz Karweta  | DNS                                              |     |

### Sezon 2008/09
| Zawody                  | Soliści               | Solistki            | Pary sportowe                                                                          | Pary taneczne                              | Źr. |
| ----------------------- | --------------------- | ------------------- | -------------------------------------------------------------------------------------- | ------------------------------------------ | --- |
| JGP we Włoszech         | 9 – Sebastian Iwasaki | 33 – Sandra Matz    | —                                                                                      | DNS                                        |     |
| JGP w Czechach          | 17 – Kamil Białas     | 26 – Aneta Michałek | 11 – Krystyna Klimczak / Janusz Karweta 15 – Małgorzata Lipińska / Bartosz Paluchowski | 13 – Justyna Plutowska / Dawid Pietrzyński |     |
| JGP w Hiszpanii         | 8 – Sebastian Iwasaki | 30 – Marta Olczak   | —                                                                                      | 15 – Justyna Plutowska / Dawid Pietrzyński |     |
| JGP na Białorusi        | 21 – Sebastian Lofek  | 23 – Marta Olczak   | 11 – Małgorzata Lipińska / Bartosz Paluchowski                                         | DNS                                        |     |
| JGP w Wielkiej Brytanii | 21 – Kamil Białas     | DNS                 | 13 – Krystyna Klimczak / Janusz Karweta 14 – Joanna Sulej / Mateusz Chruściński        | DNS                                        |     |

### Sezon 2009/10
| Zawody           | Soliści                                                       | Solistki                               | Pary sportowe                                                               | Pary taneczne | Źr. |
| ---------------- | ------------------------------------------------------------- | -------------------------------------- | --------------------------------------------------------------------------- | --- | --- |
| JGP w Polsce     | 12 – Sebastian Iwasaki 13 – Kamil Białas 22 – Sebastian Lofek | 25 – Paulina Turkowska 26 – Olga Szelc | 12 – Anastasia Levshina / Jakub Tyc 13 – Natalia Kaliszek / Michał Kaliszek | 6 – Justyna Plutowska / Maciej Pietrzyński 13 – Joanna Zając / Damian Binkowski 14 – Olga Yazkowa / Rafał Dawidowski |     |
| JGP na Białorusi | 10 – Kamil Białas                                             | DNS                                    | DNS                                                                         | DNS |     |
| JGP w Niemczech  | 13 – Sebastian Iwasaki                                        | 32 – Paulina Turkowska                 | 16 – Anastasia Levshina / Jakub Tyc 18 – Natalia Kaliszek / Michał Kaliszek | 15 – Justyna Plutowska / Maciej Pietrzyński                                                                          |     |

### Sezon 2010/11
| Zawody                  | Soliści             | Solistki                   | Pary sportowe                                | Pary taneczne                        | Źr. |
| ----------------------- | ------------------- | -------------------------- | -------------------------------------------- | ------------------------------------ | --- |
| JGP w Rumunii           | DNS                 | DNS                        | —                                            | 10 – Baily Carroll / Peter Gerber    |     |
| JGP w Austrii           | 18 – Kamil Białas   | 26 – Alexandra Kamieniecki | 12 – Magdalena Klatka / Radosław Chruściński | WD – Baily Carroll / Peter Gerber    |     |
| JGP w Wielkiej Brytanii | 20 – Kamil Dymowski | DNS                        | 14 – Magdalena Jaskółka / Piotr Snopek       | 16 – Joanna Zając / Damian Binkowski |     |
| JGP w Niemczech         | 26 – Kamil Dymowski | DNS                        | 11 – Magdalena Klatka / Radosław Chruściński | DNS                                  |     |
| JGP w Czechach          | 11 – Kamil Białas   | 16 – Alexandra Kamieniecki | 13 – Magdalena Jaskółka / Piotr Snopek       | 13 – Joanna Zając / Damian Binkowski |     |

### Sezon 2011/12
| Zawody          | Soliści                                 | Solistki                   | Pary sportowe | Pary taneczne                                                                                                  | Źr. |
| --------------- | --------------------------------------- | -------------------------- | --- | --- | --- |
| JGP na Łotwie   | DNS                                     | 15 – Alexandra Kamieniecki | DNS | 12 – Baily Carroll / Peter Gerber                                                                              |     |
| JGP w Polsce    | 14 – Kamil Dymowski 17 – Krzysztof Gała | 18 – Agata Kryger          | 7 – Magdalena Klatka / Radosław Chruściński 10 – Aleksandra Malinkiewicz / Sebastian Lofek 11 – Magdalena Jaskółka / Piotr Snopek | 11 – Natalia Kaliszek / Michał Kaliszek 12 – Baily Carroll / Peter Gerber 19 – Joanna Zając / Damian Binkowski |     |
| JGP w Rumunii   | DNS                                     | 9 – Alexandra Kamieniecki  | — | DNS |     |
| JGP w Austrii   | DNS                                     | DNS                        | 15 – Magdalena Jaskółka / Piotr Snopek 19 – Aleksandra Malinkiewicz / Sebastian Lofek                                             | 17 – Joanna Zając / Damian Binkowski                                                                           |     |
| JGP we Włoszech | 21 – Krzysztof Gała                     | DNS                        | — | DNS |     |
| JGP w Estonii   | 13 – Kamil Dymowski                     | 19 – Agata Kryger          | 7 – Magdalena Klatka / Radosław Chruściński                                                                                       | 11 – Natalia Kaliszek / Michał Kaliszek                                                                        |     |

### Sezon 2012/13
| Zawody          | Soliści             | Solistki | Pary sportowe                   | Pary taneczne                                | Źr. |
| --------------- | ------------------- | -------- | ------------------------------- | -------------------------------------------- | --- |
| JGP w Austrii   | DNS                 | DNS      | DNS                             | 15 – Aleksandra Katkova / Radosław Barszczak |     |
| JGP w Turcji    | 12 – Kamil Dymowski | DNS      | —                               | DNS                                          |     |
| JGP w Słowenii  | 17 – Krzysztof Gała | DNS      | —                               | DNS                                          |     |
| JGP w Chorwacji | DNS                 | DNS      | 13 – Marcelina Lech / Jakub Tyc | DNS                                          |     |
| JGP w Niemczech | WD – Kamil Dymowski | DNS      | 12 – Marcelina Lech / Jakub Tyc | DNS                                          |     |

### Sezon 2013/14
| Zawody          | Soliści             | Solistki                                                  | Pary sportowe | Pary taneczne | Źr. |
| --------------- | ------------------- | --------------------------------------------------------- | ------------- | --- | --- |
| JGP na Łotwie   | 18 – Krzysztof Gała | DNS                                                       | DNS           | DNS |     |
| JGP na Słowacji | DNS                 | 16 – Agata Kryger                                         | DNS           | DNS |     |
| JGP w Polsce    | 21 – Krzysztof Gała | 11 – Agata Kryger 24 – Weronika Kasprzak 28 – Ada Wawrzyk | —             | 9 – Natalia Kaliszek / Jarosław Kurbakow 16 – Joanna Zając / Cezary Zawadzki 18 – Beatrice Tomczak / Damian Binkowski |     |
| JGP w Czechach  | DNS                 | DNS                                                       | DNS           | 13 – Natalia Kaliszek / Jarosław Kurbakow                                                                             |     |

### Sezon 2014/15
| Zawody          | Soliści              | Solistki               | Pary sportowe | Pary taneczne | Źr.           |
| --------------- | -------------------- | ---------------------- | ------------- | ------------- | ------------- |
| JGP w Słowenii  | 21 – Ryszard Gurtler | DNS                    | —             | DNS           | [ 25 ]        |
| JGP w Tallinnie | 15 – Krzysztof Gała  | DNS                    | DNS           | DNS           | [ 26 ]        |
| JGP w Niemczech | 17 – Krzysztof Gała  | 23 – Agnieszka Rejment | DNS           | DNS           | [ 27 ] [ 28 ] |

### Sezon 2015/16
| Zawody          | Soliści                                                     | Solistki                                      | Pary sportowe | Pary taneczne | Źr.                  |
| --------------- | ----------------------------------------------------------- | --------------------------------------------- | ------------- | --- | -------------------- |
| JGP w Polsce    | 21 – Eryk Matusiak 23 – Ryszard Gurtler 24 – Michał Woźniak | 23 – Aleksandra Rudolf 24 – Agnieszka Rejment | DNS           | 12 – Ołeksandra Borysowa / Cezary Zawadzki 14 – Jenna Hertenstein / Damian Binkowski 17 – Anastasija Polibina / Radosław Barszczak | [ 29 ] [ 30 ] [ 31 ] |
| JGP w Hiszpanii | DNS                                                         | 24 – Aleksandra Rudolf                        | —             | DNS | [ 32 ]               |
| JGP w Chorwacji | 21 – Ryszard Gurtler                                        | DNS                                           | —             | 13 – Ołeksandra Borysowa / Cezary Zawadzki                                                                                         | [ 33 ] [ 34 ]        |

### Sezon 2016/17
| Zawody          | Soliści              | Solistki               | Pary sportowe | Pary taneczne                              | Źr.                  |
| --------------- | -------------------- | ---------------------- | ------------- | ------------------------------------------ | -------------------- |
| JGP we Francji  | DNS                  | DNS                    | —             | 11 – Ołeksandra Borysowa / Cezary Zawadzki | [ 35 ]               |
| JGP w Czechach  | 19 – Ryszard Gurtler | 26 – Agnieszka Rejment | DNS           | 9 – Ołeksandra Borysowa / Cezary Zawadzki  | [ 36 ] [ 37 ] [ 38 ] |
| JGP w Rosji     | DNS                  | DNS                    | DNS           | 13 – Eliza Saez / Yann Thayalan            | [ 39 ]               |
| JGP w Estonii   | DNS                  | DNS                    | DNS           | 13 – Jenna Hertenstein / Damian Binkowski  | [ 40 ]               |
| JGP w Niemczech | DNS                  | 31 – Agnieszka Rejment | DNS           | 12 – Jenna Hertenstein / Damian Binkowski  | [ 41 ] [ 42 ]        |

### Sezon 2017/18
| Zawody           | Soliści                                                       | Solistki                                                            | Pary sportowe | Pary taneczne                                                                  | Źr.                  |
| ---------------- | ------------------------------------------------------------- | ------------------------------------------------------------------- | ------------- | ------------------------------------------------------------------------------ | -------------------- |
| JGP w Austrii    | DNS                                                           | DNS                                                                 | —             | 12 – Ołeksandra Borysowa / Cezary Zawadzki                                     | [ 43 ]               |
| JGP na Białorusi | 16 – Ryszard Gurtler                                          | 17 – Oliwia Rzepiel                                                 | DNS           | DNS                                                                            | [ 44 ] [ 45 ]        |
| JGP w Polsce     | 19 – Eryk Matysiak 20 – Ryszard Gurtler 24 – Miłosz Witkowski | 21 – Oliwia Rzepiel 29 – Magdalena Zawadzka 30 – Paulina Hryniewicz | DNS           | 15 – Ołeksandra Borysowa / Cezary Zawadzki 16 – Yohanna Broker / Yann Thayalan | [ 46 ] [ 47 ] [ 48 ] |

### Sezon 2018/19
| Zawody         | Soliści               | Solistki                | Pary sportowe | Pary taneczne | Źr.           |
| -------------- | --------------------- | ----------------------- | ------------- | ------------- | ------------- |
| JGP na Litwie  | DNS                   | 23 – Oliwia Rzepiel     | —             | DNS           | [ 49 ]        |
| JGP w Czechach | 19 – Michał Woźniak   | 29 – Magdalena Zawadzka | DNS           | DNS           | [ 50 ] [ 51 ] |
| JGP w Armenii  | 16 – Kornel Witkowski | 13 – Oliwia Rzepiel     | —             | DNS           | [ 52 ] [ 53 ] |

### Sezon 2019/20
| Zawody         | Soliści                                                    | Solistki                                                      | Pary sportowe | Pary taneczne                                                              | Źr.                  |
| -------------- | ---------------------------------------------------------- | ------------------------------------------------------------- | ------------- | -------------------------------------------------------------------------- | -------------------- |
| JGP we Francji | 16 – Jakub Lofek                                           | 30 – Julia Kierul                                             | —             | 18 – Olivia Oliwer / Joshua Andari                                         | [ 54 ] [ 55 ] [ 56 ] |
| JGP na Łotwie  | 16 – Kornel Witkowski                                      | 5 – Jekatierina Kurakowa                                      | —             | WD – Oliwia Borowska / Filip Bojanowski                                    | [ 57 ] [ 58 ]        |
| JGP w Polsce   | 15 – Kornel Witkowski 21 – Jegor Chłopkow 22 – Jakub Lofek | 7 – Jekatierina Kurakowa 18 – Oliwia Rzepiel 29 – Amelia Rams | DNS           | 15 – Olivia Oliver / Joshua Andari 17 – Oliwia Borowska / Filip Bojanowski | [ 59 ] [ 60 ] [ 61 ] |